# 法兰克福老城
法兰克福老城（Altstadt）是德国法兰克福最小的一个区，面积0.477 平方公里。该区是法兰克福的历史中心，位于美因河北岸，完全被内城区环绕。对岸是Sachsenhausen。

## 历史
二战期间，法兰克福受损严重，仅有极少数建筑幸存。战后也只有小块区域按中世纪风格原貌重建，其中包括该市主要景点，包括罗马广场及法蘭克福舊市政廳，法兰克福大教堂以及圣保罗教堂。这一区域，即老城中心，是法兰克福旅游业的热点。

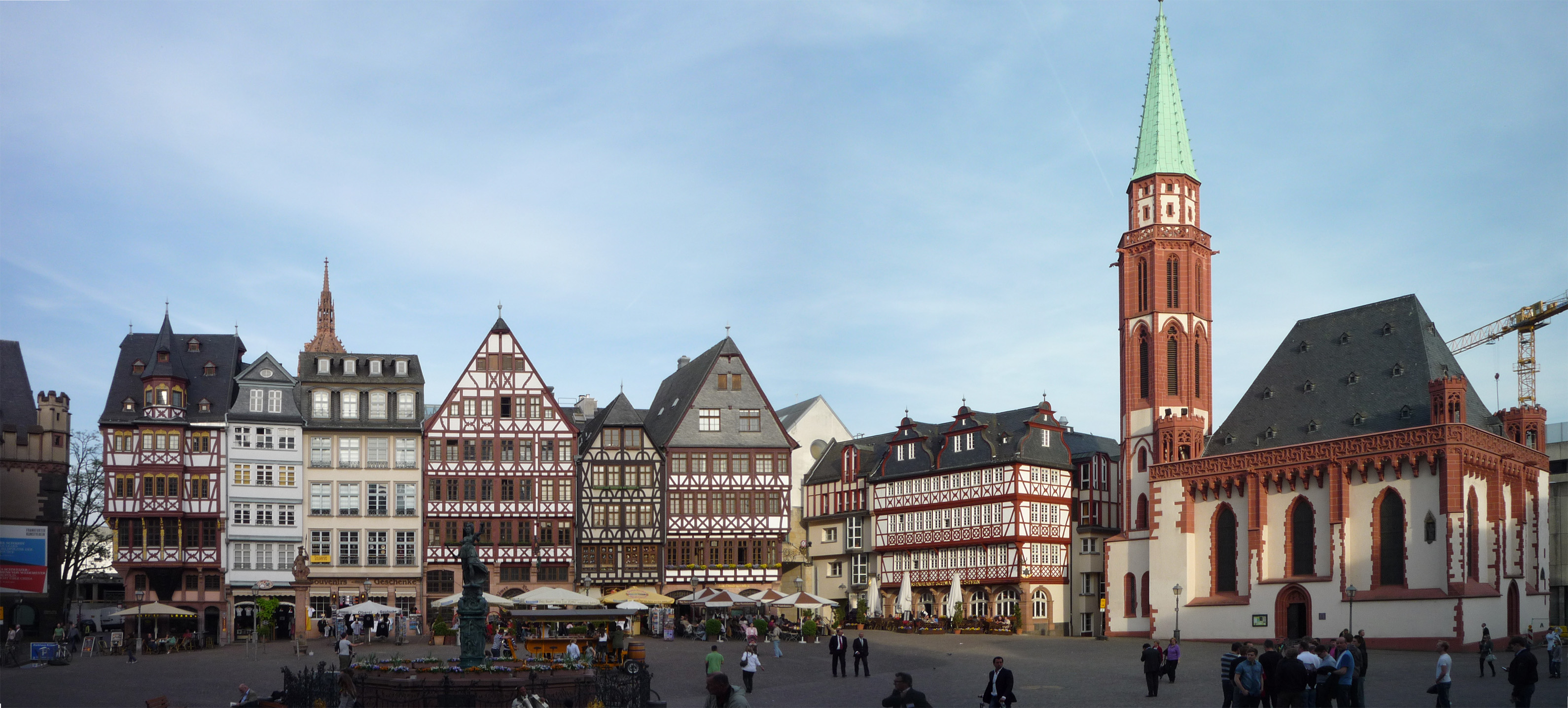

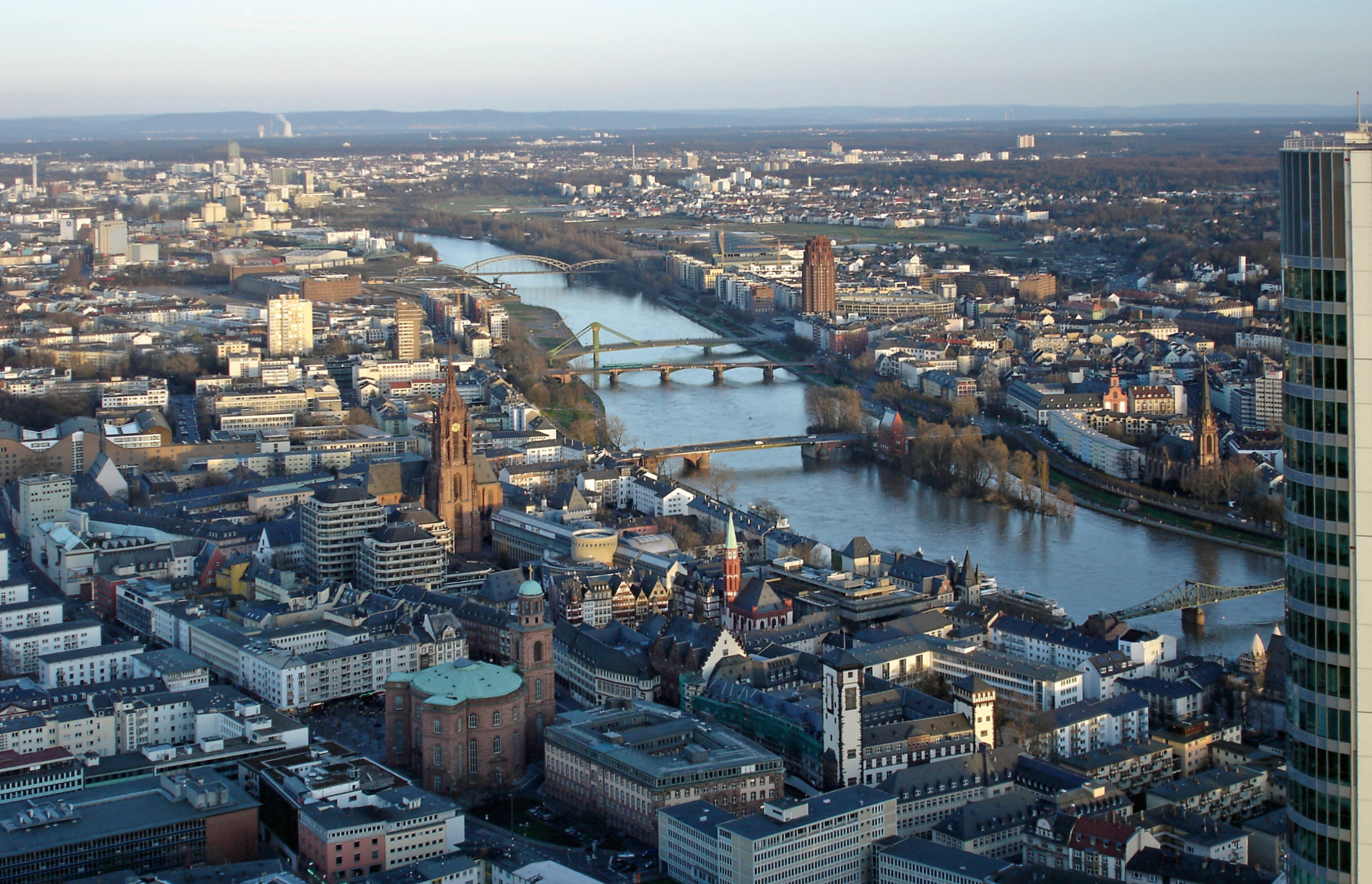
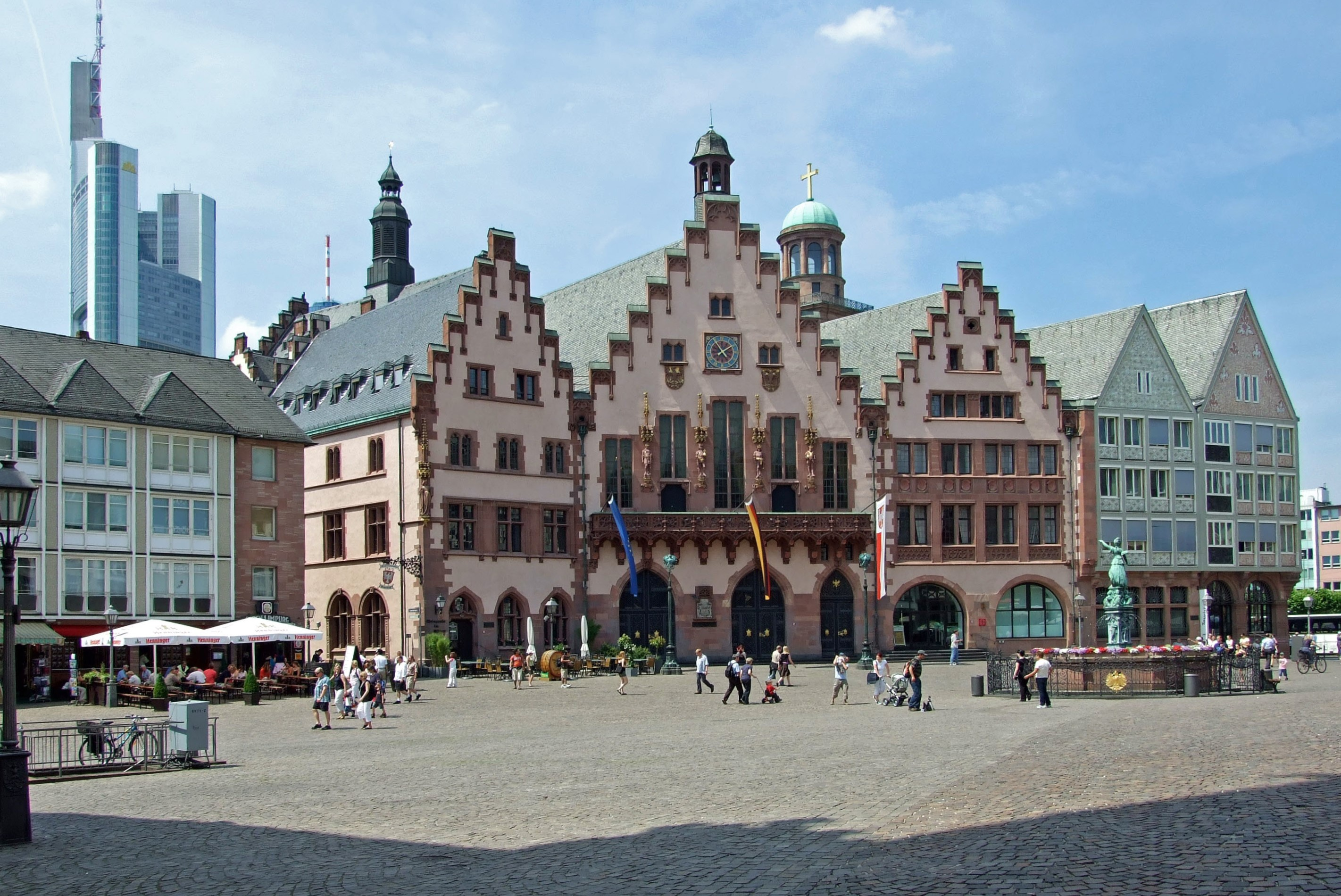
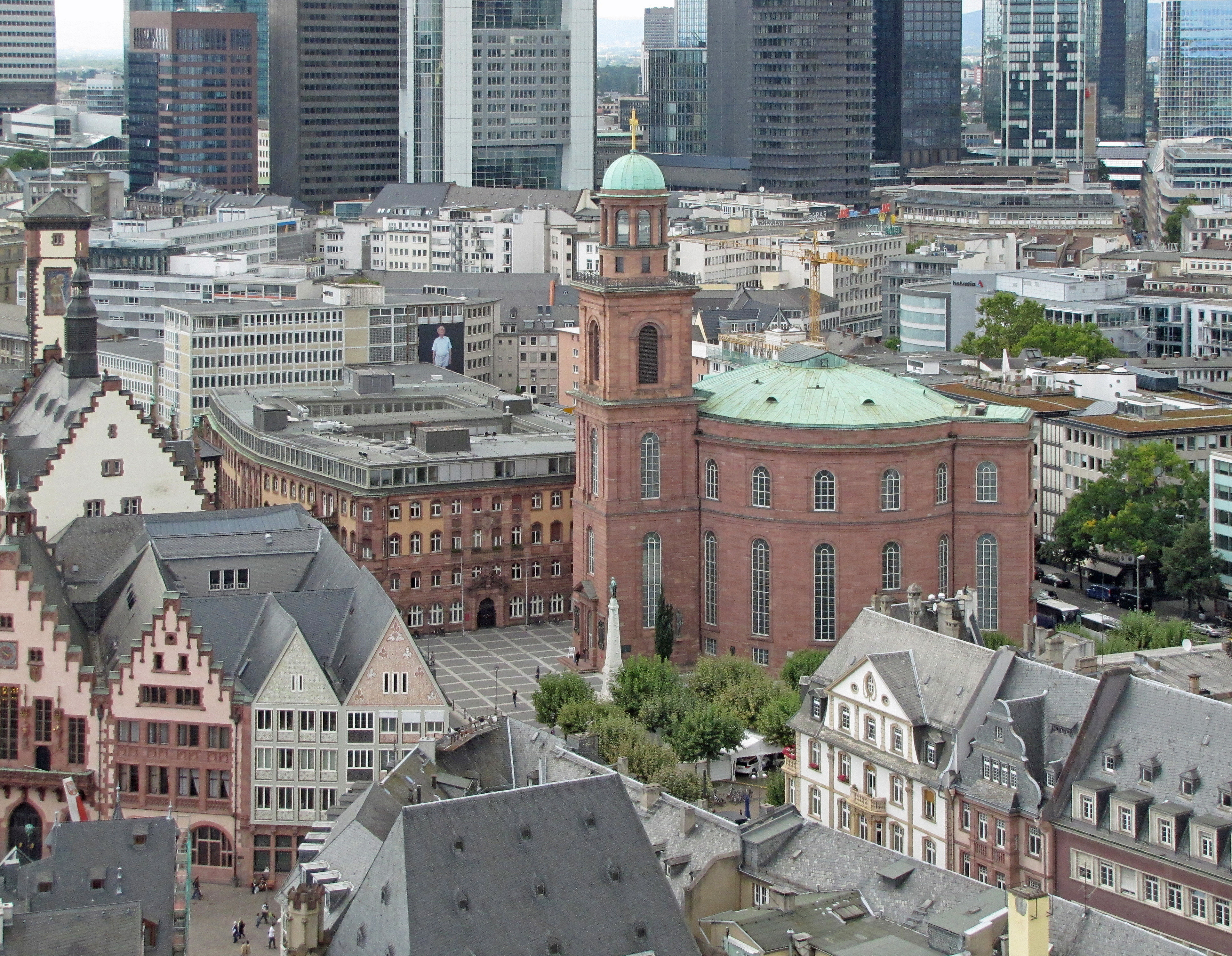
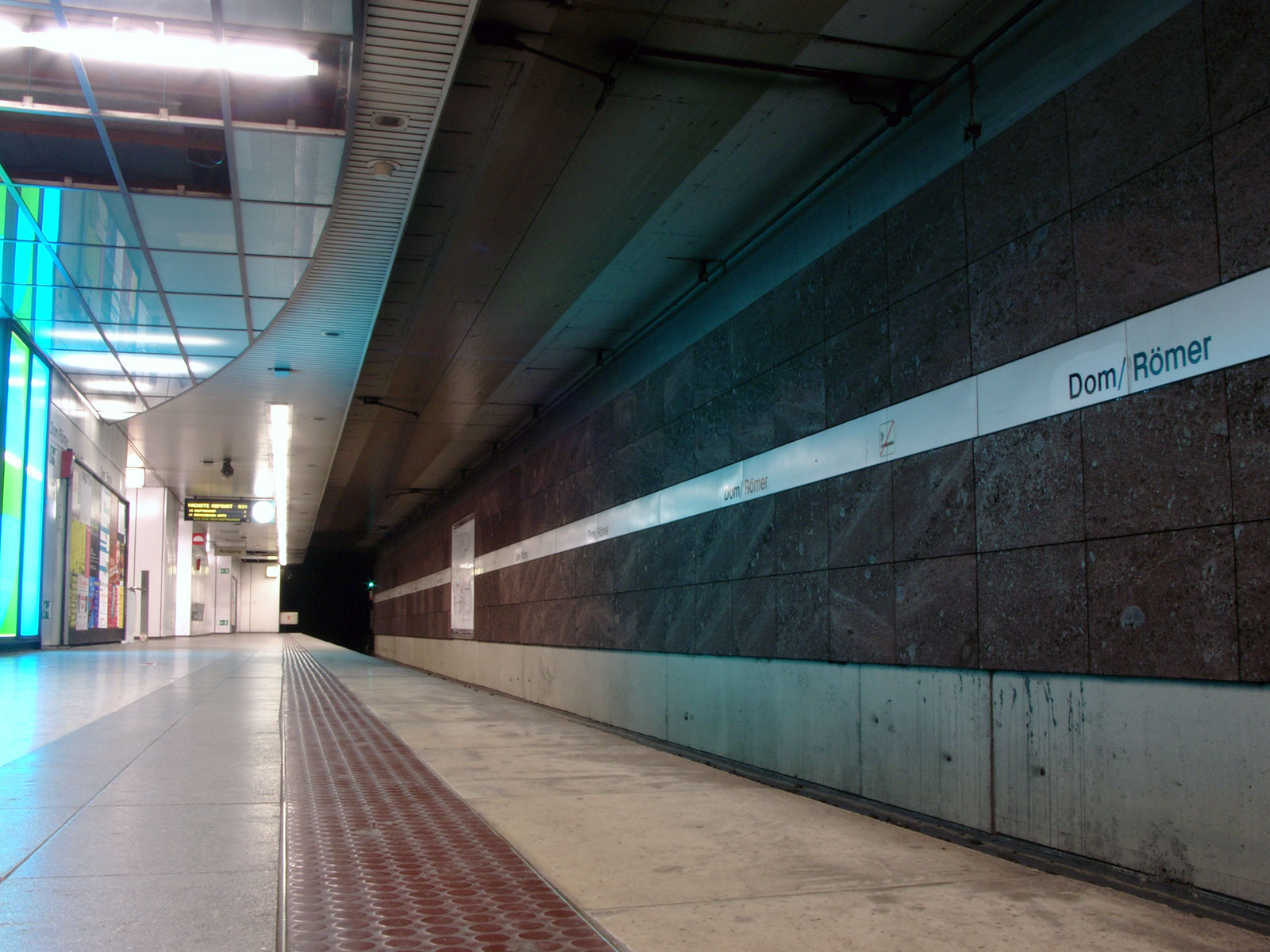

人口3,473人，其中32%为外国人。